# Jin Yi
En aquest nom xinès, el cognom és Jin.
Jin Yi (mort el 218), nom estilitzat Dewei (德偉), va ser el fill del senyor de la guerra menor Jin Xuan, que va viure durant el període de la tardana Dinastia Han Oriental de la història xinesa. Jin Yi avorria a Cao Cao i va tramar una revolta amb Geng Ji. Això no obstant, el complot es va filtrar, ell fou atacat per Cao i tota la seva família va ser anihilada.